# Аминолевулиновая кислота
δ-Аминолевулиновая кислота (дельта- или 5-аминолевулиновая кислота) — органическая кислота, первичный компонент синтеза тетрапирролов: порфиринов и корринов у животных и хлорофилла у растений.

## Метаболизм и биологическое значение

### Биосинтез
Существует два пути биосинтеза δ-АЛК:
1. У нефотосинтезирующих организмов: животных, грибов и простейших, δ-аминолевулиновая кислота образуется под действием пиридоксальфосфатзависимого фермента δ-аминолевулинатсинтазы из глицина и сукцинил-КоА в результате реакции, известной как путь Шемина: HOOCCH2CH2CO-S-CoA + H2NCH2COOH {\displaystyle \to } HOOCCH2CH2COCH2NH2 + CO2 + CoA-SH
2. У растений, водорослей, бактерий (кроме группы альфа-протеобактерий) и архей она образуется из глутаминовой кислоты через промежуточные глутамил-тРНК и глутамат-1-полуальдегид. В синтезе участвуют ферменты глутамил-тРНК-синтетаза, глутамил-тРНК-редуктаза, глутамат-1-полуальдегидаминотрансфераза. Реакция известна как C5-путь, или путь Биля[1][2].

### Последующая судьба δ-АЛК
На следующей стадии две молекулы аминолевулиновой кислоты под действием порфобилиногенсинтазы конденсируется с образованием пиррольного производного — порфобилиногена:
В свою очередь, из четырёх молекул порфобилиногена в результате каскада ферментативных реакций синтезируется уропорфироген III, являющийся предшественником порфиринов, корринов и хлорофиллов:
У растений образование δ-аминолевулиновой кислоты является регулируемым этапом синтеза хлорофилла. При добавлении экзогенной δ-аминолевулиновой кислоты накопление предшественника хлорофилла протохлорофиллида может достигать токсического уровня.

## Клиническое значение и применение
δ-Аминолевулиновая кислота, за счет особенностей метаболизма в опухолевых клетках, вызывает накопление фотоактивных (флуоресцирующих и способных к формированию активных кислородных форм) порфиринов в эпителии и в тканях новообразований, в частности в клетках злокачественной глиомы. Благодаря этому данное соединение применяется для визуализации опухолевых тканей и интраоперационного контроля при нейрохирургических вмешательствах.
По той же причине, δ-Аминолевулиновая кислота применяется как диагностический и действующий агент в фотодинамической терапии, позволяя как эффективно выявлять опухолевые зоны за счет контраста красной флуоресценции протопорфирина IX с возбуждающим светом коротковолнового диапазона, так и непосредственно использовать его фотодинамическую активность для уничтожения поверхностных или полостных опухолей.

## См.также
- Порфирины